# Universidad Tarbiat Modares
La Universidad Tarbiat Modares (en persa: دانشگاه تربیت مدرس‎) es una universidad pública ubicada en Teherán, Irán. Actualmente tiene cerca de 8.000 estudiantes. Es la segunda universidad con más estudiantes en Irán.

## Facultades
Cuenta con trece facultades:
- Agricultura;
- Artes y Arquitectura;
- Ciencias Básicas;
- Ciencias Biológicas;
- Ingeniería Química;
- Ingeniería Civil y Ambiental;
- Ingeniería de Computación y Eléctrica;
- Ingeniería;
- Humanidades;
- Administración y Economía;
- Ciencias Matemáticas;
- Recursos Naturales y Ciencias Marinas;
- Ciencias Médicas.

## Premios que entrega
Como todas las altas casas de estudio, entrega doctorados honoris causa. Uno de los premiados ha sido el entonces presidente cubano Fidel Castro (en 2001).